# Anton Josef Klement

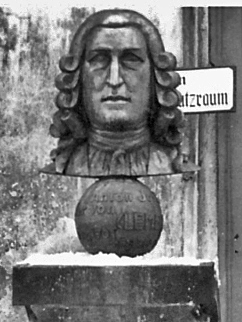
Büste von Anton Josef Klement vor dem ehemaligen Gymnasium in Duppau

Anton Josef Edler von Klement (* 10. Februar 1701 in Duppau, Böhmen als Anton Joseph Klement; † 8. April 1783 in Wien) war Hofkontrollor von Kaiserin Elisabeth.

## Leben
Anton Josef Klement wurde in Duppau als Sohn des Tuchmachers Johann Christoph Klement und dessen Ehefrau Maria Magdalena geboren. Er erlernte zuerst die Tuchmacherei, anschließend nahm ihn sein in Wien lebender Vetter (Hofkammerrat Christoph Julius Schierl von Schierendorff) zu sich, in seine Wiener Kanzlei. Mit Hilfe einflussreicher Gönner stieg er zum Hofküchenschreiber und Hofkontrollor von Kaiserin Elisabeth, der Gemahlin von Kaiser Karl VI. auf. Er kam in den Genuss mehrerer Erbschaften und gründete die Duppauer Gymnasium-Stiftung, zur Unterstützung der Jugendlichen seiner Heimatstadt. Diese wurde 1757 von Kaiserin Maria Theresia bestätigt. Hierauf ließ Klement in Duppau eine Stiftskirche und ein Jesuitenkolleg errichten. An dem hierdurch entstandenen humanistischen Gymnasium lehrten Jesuiten, Piaristen und Weltgeistliche. Anton Josef Klement wurde am 2. April 1768 als „Anton Josef Edler von Klement“ in den Adelsstand versetzt. Er starb am 8. April 1783 in Wien und wurde am 17. April 1783 in der Stiftskirche in Duppau beigesetzt.